# Flaming June
Flaming June és un quadre de sir Frederic Leighton que va realitzar el 1895. Pintat a l'oli sobre tela, mesura 120 cm d'alçada i 120 cm d'amplada. Es considera una obra mestra de Leighton, mostrant la seva naturalesa classicista. Es creu que la dona que va retratar al·ludeix a les figures de nimfes dorments i nàiades que els grecs sovint esculpien. La branca de baladre tòxic en la part superior dreta simbolitza l'enllaç fràgil entre son i mort.
Les actrius Dorothy Dene i Mary Lloyd, que han sigut representades en pintures per diversos artistes del prerafaelitisme, s'han acreditat diversament com a models de l'obra.
Flaming June va ser subhastat en la dècada de 1960, durant un període conegut per la dificultat de vendre pintures de l'època victoriana, i no es va poder vendre pel seu preu de reserva mínim de US $ 140 (l'equivalent a 840 $ en els preus actuals). Posteriorment, va ser comprat pel Museu d'Art de Ponce a Puerto Rico, on s'exposa actualment.

## Avaluació
Flaming June es va començar com un motiu per adornar un bany de marbre en una de les altres obres de Leighton, Summer Slumber. Va arribar a ser tan apegat al disseny que va decidir crear-lo com una pintura pròpiament. La posició de la dona adormida va donar a Leighton una gran quantitat de problemes. Va fer diversos esbossos preliminars per determinar la forma en què ella podria estirar-se. En concret, va tenir dificultats per fer que l'angle del braç dret es veiés natural. Els seus estudis mostren que la imatge va passar per almenys quatre esbossos evolutius abans d'arribar al resultat final. D'aquests estudis, quatre estan nus i un es cobreix. La figura vestida es veu menys realista, fet que demostra la necessitat de Leighton de pintar amb un model nu per aconseguir una fidelitat a la natura.
Flaming June s'ha convertit en la imatge més recognoscible de Leighton. El realisme del material transparent usat per la dona adormida, els rics colors i la perfecta recreació del marbre al seu voltant són característics de l'obra de Leighton, com és el seu ús de la llum natural. Es permet que la posta de sol al fons aparegui com l'or fos.

## Procedència
El 1963, Luis A. Ferré, un industrial i polític porto-riqueny que seria elegit governador cinc anys més tard, va comprar la pintura en un viatge a Europa per al Museu d'Art de Ponce que havia fundat. Passant per la galeria Maas, a Londres, Ferré fou captivat per la pintura per la qual va oferir 2.000£.
Antonio Luis Ferré, el fill de l'industrial, molts anys més tard, va explicar que el seu pare va passar una nit insomne, preocupat perquè, en la fase final de la transacció, Jeremy Maas, llavors propietari de la galeria Maas i del Flaming June, es retractés de la seva oferta i el vengués a un altre comprador.
L'oferta de Ferré va prevaler i Flaming June va ser portat i exposat al Museu d'Art de Ponce. Amb l'interès renovat en l'art victorià, l'obra fou també exposada al Museu del Prado a Madrid el 2008 i al Staatsgalerie de Stuttgart a Alemanya, el 2009.
El 2015, un llapis i estudi de guix original de la pintura, el cap de la model, va ser trobat darrere d'una porta de dormitori en la mansió heretada per Bamber Gascoigne, després de la mort de la seva bestia Mary Innes-Ker, duquesa de Roxburghe. Alguns historiadors d'art havien sabut de l'existència d'un croquis que havia estat inclòs en una revista d'art el 1895, però no sabien qui el posseïa; fou probablement comprat per la duquesa immediatament després de la mort de Leighton.